# Zorzines erytrina
Zorzines erytrina är en fjärilsart som beskrevs av Beutelspacher 1991. Zorzines erytrina ingår i släktet Zorzines och familjen nattflyn. Inga underarter finns listade i Catalogue of Life.